# Ramz
Ramz (* 18. Februar 1997 als Ramone Rochester in Mitcham, London) ist ein britischer Rapper.

## Biografie
Rochester wurde in Mitcham in South London geboren. Er studierte bis 2017 Sportwissenschaft an der University of Portsmouth, ehe er sein Studium abbrach, um sich auf seine Musikkarriere zu konzentrieren. Zwischenzeitlich arbeitete er bei der Supermarktkette Sainsbury’s.
Im Februar 2017 wurde sein erstes Musikvideo I’m on My Grind auf YouTube veröffentlicht. Internationale Bekanntheit erlangte Ramz durch den Song Barking. Das offizielle Video wurde im September 2017 veröffentlicht und entwickelte sich zu einem viralen Hit bei YouTube, Anfang Dezember erfolgte die Veröffentlichung als seine offizielle Debütsingle. Diese stieg anschließend bis auf Platz 2 der britischen Musikcharts und erreichte eine Top-10-Platzierung in Deutschland sowie die Charts einiger weiterer europäischer Länder.

## Diskografie

### Singles
| Jahr | Titel Album     | Höchstplatzierung, Gesamtwochen, AuszeichnungChartplatzierungen (Jahr, Titel, Album, Platzierungen, Wochen, Auszeichnungen, Anmerkungen) | Höchstplatzierung, Gesamtwochen, AuszeichnungChartplatzierungen (Jahr, Titel, Album, Platzierungen, Wochen, Auszeichnungen, Anmerkungen) | Höchstplatzierung, Gesamtwochen, AuszeichnungChartplatzierungen (Jahr, Titel, Album, Platzierungen, Wochen, Auszeichnungen, Anmerkungen) | Höchstplatzierung, Gesamtwochen, AuszeichnungChartplatzierungen (Jahr, Titel, Album, Platzierungen, Wochen, Auszeichnungen, Anmerkungen) | Anmerkungen                                                  |
| Jahr | Titel Album     | DE | AT | CH | UK | Anmerkungen                                                  |
| ---- | --------------- | --- | --- | --- | --- | ------------------------------------------------------------ |
| 2017 | Barking –       | DE4 Platin · (25 Wo.)DE | AT38 (11 Wo.)AT | CH54 (17 Wo.)CH | UK2 ×2Doppelplatin · (25 Wo.)UK | Erstveröffentlichung: 1. Dezember 2017 Verkäufe: + 1.775.000 |
| 2018 | Family Tree –   | — | — | — | UK35 Gold · (11 Wo.)UK | Erstveröffentlichung: 19. April 2018 Verkäufe: + 400.000     |
| 2019 | Hold You Down – | — | — | — | UK95 (1 Wo.)UK | Erstveröffentlichung: 8. Februar 2019                        |

Weitere Singles
- 2017: Decline (Remix) (Raye feat. Ramz)
- 2018: Power
- 2019: Sex in the Morning (Lena Meyer-Landrut feat. Ramz)

## Auszeichnungen für Musikverkäufe
| Goldene Schallplatte - Frankreich - 2022: für die Single Barking - Polen - 2023: für die Single Barking Platin-Schallplatte - Dänemark - 2020: für die Single Barking - Italien - 2019: für die Single Barking - Portugal - 2020: für die Single Barking |

Anmerkung: Auszeichnungen in Ländern aus den Charttabellen bzw. Chartboxen sind in ebendiesen zu finden.
| Land/RegionAuszeichnungen für Musikverkäufe (Land/Region, Auszeichnungen, Verkäufe, Quellen) | Gold     | Platin     | Verkäufe  | Quellen           |
| -------------------------------------------------------------------------------------------- | -------- | ---------- | --------- | ----------------- |
| Dänemark (IFPI)                                                                              | —        | Platin1    | 90.000    | ifpi.dk           |
| Deutschland (BVMI)                                                                           | —        | Platin1    | 400.000   | musikindustrie.de |
| Frankreich (SNEP)                                                                            | Gold1    | —          | 100.000   | snepmusique.com   |
| Italien (FIMI)                                                                               | —        | Platin1    | 50.000    | fimi.it           |
| Polen (ZPAV)                                                                                 | Gold1    | —          | 25.000    | olis.pl           |
| Portugal (AFP)                                                                               | —        | Platin1    | 10.000    | Einzelnachweise   |
| Vereinigtes Königreich (BPI)                                                                 | Gold1    | 2× Platin2 | 1.600.000 | bpi.co.uk         |
| Insgesamt                                                                                    | 3× Gold3 | 6× Platin6 |           |                   |